# Ataenius crenaticollis
Ataenius crenaticollis är en skalbaggsart som beskrevs av Rudolph Petrovitz 1973. Ataenius crenaticollis ingår i släktet Ataenius och familjen Aphodiidae. Inga underarter finns listade.